# New Bloomfield
New Bloomfield é uma cidade localizada no estado americano de Missouri, no Condado de Callaway.

## Demografia
Segundo o censo americano de 2000, a sua população era de 599 habitantes.
Em 2006, foi estimada uma população de 734, um aumento de 135 (22.5%).

## Geografia
De acordo com o United States Census Bureau tem uma área de 1,2 km², dos quais 1,2 km² cobertos por terra e 0,0 km² cobertos por água. New Bloomfield localiza-se a aproximadamente 255 m acima do nível do mar.

## Localidades na vizinhança
O diagrama seguinte representa as localidades num raio de 20 km ao redor de New Bloomfield.